# Walidrogi
Walidrogi (dodatkowa nazwa w j. niem. Schulenburg) – wieś w Polsce położona w województwie opolskim, w powiecie opolskim, w gminie Tarnów Opolski. 
Od 1950 miejscowość administracyjnie należy do województwa opolskiego.

## Historia
Wieś założono w 1773 r. w okresie intensywnej kolonizacji pruskiej na  Śląsku. Nazwę Schulenburg utworzono od nazwiska ówczesnego ministra von Schulenburg. W XIX w. nazwa brzmiała Wieli drugy; jak wskazuje zapis były to pierwotnie Wielidrogi, tj. wielkie drogi, bo osada leżała nad starym traktem, obecnie szosą Opole – Strzelce Opolskie.
Budową osiedla kierował lustrator lasów Burich. Nowe domy budowano w roku założenia wsi, budowę stodół ukończono dopiero w 1778 r. Na miejsce w 1774r. przybyli pierwsi koloniści z Karniowa, Czech, Moraw i Norymbergii, wśród nich – kowal. W tym samym roku parafia Tarnów Opolski została powiększona o miejscowość Walidrogi, dzięki przekształceniu niegdyś ewangelickiego kościoła w Kościół Katolicki św. Krzysztofa.
W 1783 r. 20 budynków zamieszkiwało 112 mieszkańców, a liczba ta stopniowo ulegała zwiększeniu. W 1824 r. powstała katolicka szkoła. W roku 1930 zanotowano, że istniał warsztat kołodziejski, fabryka cementu, gotowalnia piwa, warsztat mechaniczno-naprawczy, restauracja, sklep z wyrobami tytoniowymi i napojami.